# 10435 Tjeerd
10435 Tjeerd (6064 P-L) là một tiểu hành tinh vành đai chính.